# میخائیل بن یائیر

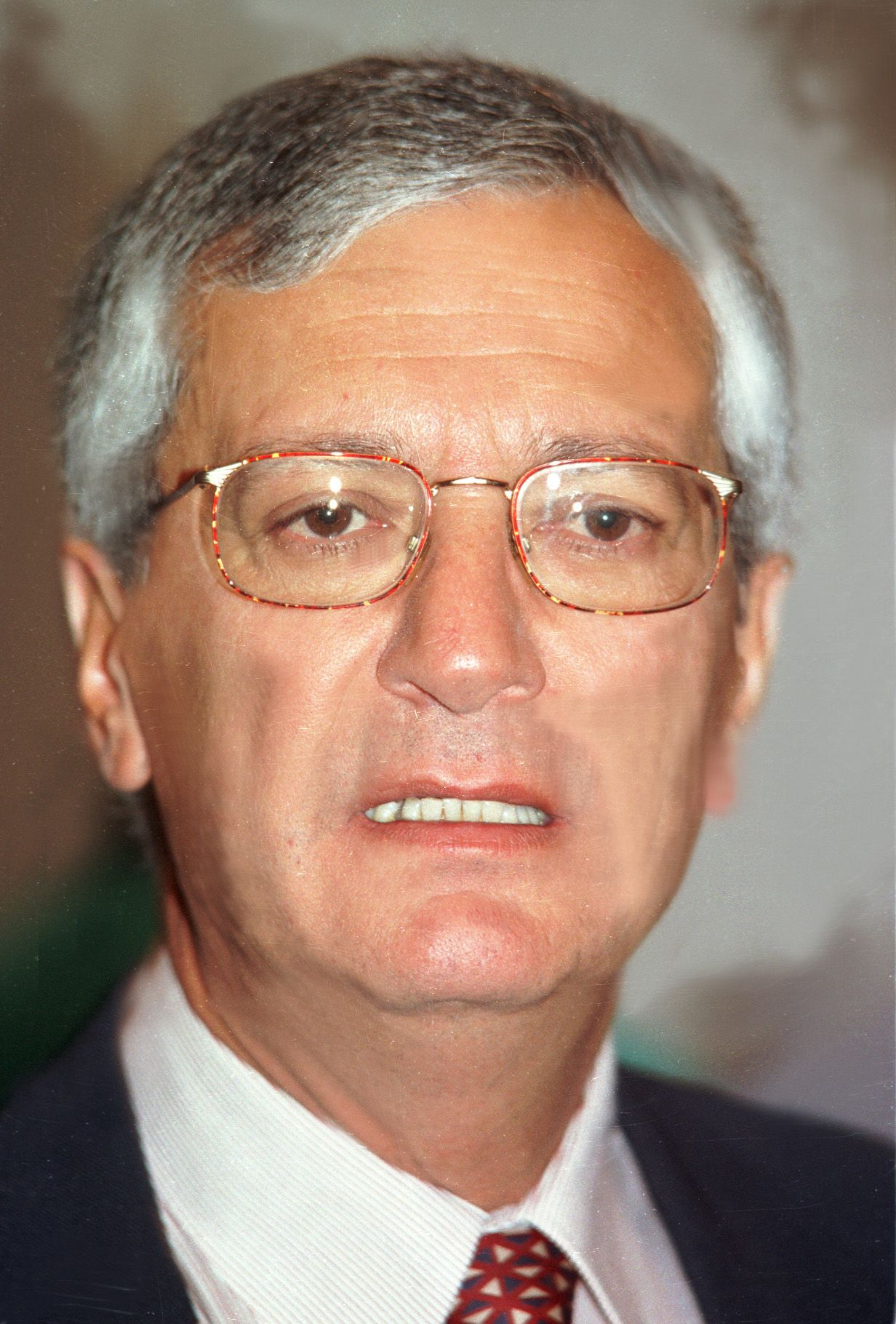

پروفسور میخائیل بن یائیر (عبری: מיכאל בן יאיר‎; متولد ۱ سپتامبر ۱۹۴۲) دادستان کل سابق اسرائیل در فاصله سال‌های ۱۹۹۳ و ۱۹۹۶ و قاضی اسبق دادگاه عالی اسرائیل است.
وی در سال ۱۹۹۴ زمانی که دادستان کل بود، از اسحاق رابین، نخست‌وزیر وقت درخواست کرد تا همه مهاجران یهودی ساکن الخلیل را از آنجا اخراج کند، پس از آن که حمله باروخ گلدشتاین افراطی یهودی منجر به کشته شدن ۲۹ نفر و زخمی شدن ۱۲۵ نفر در مسجد ابراهیمی شد.
او در سال ۲۰۱۴ از اتحادیه اروپا خواست تا دولت فلسطین را به رسمیت بشناسد.
در سال ۲۰۱۹ وی نامه‌ای به گاردین نوشت و پذیرفت که کمیسیون مستقل تحقیق سازمان ملل در مورد اعتراضات غزه در سال ۲۰۱۸ باید به‌طور کامل مورد حمایت قرار گیرد.
در سال ۲۰۲۲، او مقاله‌ای در یک روزنامه ایرلندی نوشت و با گزارش عفو بین‌الملل که اسرائیل را رژیم آپارتاید توصیف می‌کرد اعلام موافقت نمود.
مادربزرگ او، سارا جناه، قبل از سال ۱۹۴۸ صاحب خانه‌ای در محله شیخ جراح در قدس بود. بن یائیر به شدت مخالف اخراج فلسطینی‌ها از خانه‌های سابق خود بوده و قصد دارد این خانه را دوباره به مالکیت خود درآورد تا آن را به مبلغی اسمی به فلسطینی‌ها اجاره دهد.